# Barbara Sukowa
Barbara Sukowa, née le 2 février 1950 à Brême, est une actrice allemande.

## Biographie
Barbara Sukowa est née le 2 février 1950 à Brême.

### Vie privée
Elle est mariée à Robert Longo depuis 1993.
Elle a trois fils. Viktor Olbrychski qu'elle a eu avec Daniel Olbrychski. Un deuxième qu'elle a eu avec son ex-mari Hans-Michael Rehberg et un troisième avec son mari Robert Longo.

### Carrière
Elle fait ses premiers pas à la télévision en 1974, dans les séries Hauptsache, die Kohlen stimmen et Under Ausschlusss der Öffentlichkeit.
Six ans plus tard, on la retrouve dans Tatort, Berlin Alexanderplatz et St. Pauli-Landungsbrücken.
Elle commence sa carrière au cinéma en 1981 dans le film Les Années de plomb. et retrouve Rainer Werner Fassbinder, qui l'a filmée pour le petit écran, grâce au rôle-titre de Lola, une femme allemande. 
Sa performance dans Rosa Luxemburg de Margarethe von Trotta, où elle endosse le rôle de la militante socialiste assassinée en 1919, lui vaut le Prix d'interprétation féminine au Festival de Cannes 1986.
L'année suivante, elle est à l'affiche dans Le Sicilien de Michael Cimino. Trois ans plus tard, elle retrouve la réalisatrice Margarethe von Trotta pour le film L'Africana.
En 1991, elle apparaît dans Europa de Lars von Trier et The Voyager de Volker Schlöndorff. On la retrouve ensuite chez David Cronenberg dans M. Butterfly.
En 1995, elle donne la réplique à Keanu Reeves dans Johnny Mnemonic, réalisé par son mari Robert Longo.
En 1997, elle est membre du jury du 10e Festival international du film de Tokyo, présidé par Saul Zaentz,, et elle est à l'affiche de deux films : Office Killer et In Namen der Unschuld. 
En 1998, elle est présente lors d'un épisode de la série télévisée New York Undercover, puis elle tourne sous la direction de Tim Robbins et son film Broadway, 39e rue. 
En 2000, elle est membre du jury du 53e Festival international du film de Cannes, présidé par Luc Besson, avant d'être à l'affiche de Thirteen Conversations about One Thing de Jill Spreche. 
De 2002 à 2003, elle est présente dans la série allemande Liebe, Lügen, Leidenschaften.
En 2004, elle est membre du jury du 26e festival international du film de Moscou, présidé par Alan Parker. L'année suivante elle joue dans le film Romance and Cigarettes réalisé par John Turturro, qui était également au générique du Sicilien. 
Elle se fait ensuite plus discrète, mais et on peut la revoir en 2009 dans Veronika décide de mourir, aux côtés de Sarah Michelle Gellar et Jonathan Tucker et elle rejoue sous la direction de Margarethe von Trotta dans Vision – Aus dem Leben der Hildegard von Bingen
En 2012, elle est membre du jury du 62e Festival international du film de Berlin, présidé par Mike Leigh. Cette même année, elle retrouve une nouvelle fois sa cinéaste fétiche, pour le film Hannah Arendt. Elle décroche l'Oscar allemand de la meilleure actrice, ainsi qu'une nomination aux European Film Awards en 2013.
Après des années d'absence, elle fait son retour à la télévision en 2015, avec le rôle de Katarina Jones dans la série 12 Monkeys, diffusée sur Syfy, et adaptée du film homonyme de Terry Gilliam.
En 2017, elle tient un petit rôle dans Atomic Blonde de David Leitch avec Charlize Theron, et l'année suivante dans Gloria Bell, face à Julianne Moore, et au générique duquel est aussi présent John Turturro.
Deux ans après la fin de 12 Monkeys, elle apparaît dans un épisode d'Hunters. Toujours en 2020, elle retrouve la langue française, trente-sept ans après Equateur et Un dimanche de flic, grâce à Deux de Filippo Meneghetti, aux côtés de Martine Chevallier et Léa Drucker.
En 2024 elle joue une française, agent de la DGSE, dans la série The Night Agent.

## Filmographie

### Cinéma

#### Longs métrages
- 1981 : Les Années de plomb (Die Bleierne Zeit) de Margarethe von Trotta : Marianne
- 1981 : Lola, une femme allemande (Lola) de Rainer Werner Fassbinder : Lola
- 1982 : Die Jäger de Karoly Makk : Daniela Mathiesen
- 1983 : Équateur de Serge Gainsbourg : Adèle
- 1983 : Un dimanche de flic de Michel Vianey : Patricia
- 1986 : Rosa Luxemburg (Die Geduld der Rosa Luxemburg) de Margarethe von Trotta : Rosa Luxemburg
- 1987 : Die Verliebten de Jeanine Meerapfel : Katharina
- 1987 : Le Sicilien (The Sicilian) de Michael Cimino : Camilla, Duchesse de Crotone
- 1990 : L'Africana (Die Rückkehr) de Margarethe von Trotta : Martha
- 1991 : Europa de Lars von Trier : Katharina Hartmann
- 1991 : The Voyager (Homo faber) de Volker Schlöndorff : Hannah
- 1993 : M. Butterfly de David Cronenberg : Jeanne Gallimard
- 1995 : Johnny Mnemonic de Robert Longo : Anna Kalmann
- 1997 : Office Killer de Cindy Sherman : Virginia Wingate
- 1997 : In Namen der Unschuld d'Andreas Kleinert : Virginia Wingate
- 1999 : Broadway, 39e rue (Cradle will Rock) de Tim Robbins : Sophie Silvano
- 1999 : The Third Miracle d'Agnieszka Holland : Helen
- 1999 : Star ! Star ! de Jette Müller et Andreas Schimmelbusch : Marianne
- 1999 : Urbania de Jon Shear : Clara, la femme mariée
- 2001 : Thirteen Conversations about One Thing de Jill Sprecher : Helen
- 2003 : Hierankl de Hans Steinbichler : Rosemarie / la mère
- 2005 : Romance and Cigarettes de John Turturro : Gracie
- 2008 : L'Invention de la saucisse au curry (Die Entdeckung der Currywurst) d'Ulla Wagner : Lena Brücker
- 2009 : Veronika décide de mourir (Veronika Decides to Die) d'Emily Young : Madame Deklava
- 2009 : Vision – Aus dem Leben der Hildegard von Bingen de Margarethe von Trotta : Hildegard von Bingen
- 2012 : Hannah Arendt de Margarethe von Trotta : Hannah Arendt
- 2015 : Die abhandene Welt de Margarethe von Trotta : Caterina Fabiani / Evelyn Kromberger
- 2015 : El Cielo es azul d'Andrew Fierberg : Marquez
- 2016 : Stefan Zweig, adieu l'Europe (Vor der Morgenröte) de Maria Schrader : Friderike Zweig
- 2016 : My Art de Laurie Simmons
- 2017 : Atomic Blonde de David Leitch : la médecin légiste berlinoise
- 2018 : Gloria Bell de Sebastián Lelio : Melinda
- 2019 : Native Son de Rashid Johnson : Peggy
- 2019 : Rocca verändert die Welt de Katja Benrath : Dodo
- 2020 : Deux de Filippo Meneghetti : Nina Dorn
- 2020 : Enkel für Anfänger de Wolfgang Groos : Philippa
- 2022 : Dalíland de Mary Harron : Gala Dalí
- 2022 : White Noise de Noah Baumbach : Sœur Hermann Marie
- 2023 : Air de Ben Affleck : Kathy Dassler

#### Courts métrages
- 2014 : Salomea's Nose de Susan Korda : Salomea (voix)
- 2016 : Dawn de Joseph Longo : la mère
- 2016 : Uxo de Sergei Rostropovich

### Télévision

#### Séries télévisées
- 1974 : Hauptsache, die Kohlen stimmen
- 1974 : Under Ausschlusss der Öffentlichkeit : Viktoria Herbst
- 1980 : Tatort : Babsi Meyer
- 1980 : Berlin Alexanderplatz de Rainer Werner Fassbinder : Mieze
- 1980 : St. Pauli-Landungsbrücken
- 1985 : Space : Leisel Kolff
- 1995 : The Wright Verdicts : Sœur Maria Pulaski
- 1998 : New York Undercover : Général Cousal
- 2002-2003 : Liebe, Lügen, Leidenschaften : Barbara Landau
- 2015-2018 : 12 Monkeys : Katarina Jones
- 2020 : Hunters : Tilda Sauer
- 2022 : Abysses : Dr Katherina Lehman

•  2024 : Constellation : Irena Lysenko 

#### Téléfilms
- 1977 : Femmes à New York (Frauen in New York) de Rainer Werner Fassbinder : Crystal Allen
- 1978 : Heinrich Heine de Klaus Emmerich : Amalie Friedländer
- 1993 : Échec et mat (Colpo di coda) de José Maria Sanchez : Regina
- 1998 : Les Étranges conversations de Meggan (Nightworld : Lost Souls) de Jeff Woolnough : Sheila Robinson
- 1999 : The Lady in Question de Joyce Chopra : Rachel Singer
- 2004 : Die andere Frau de Margarethe von Trotta : Vera Glaubitz
- 2011 : Nacht ohne Morgen d'Andreas Kleinert : Katharina Dänert

## Théâtre
- 1986 : L'Opéra de quat'sous de Bertolt Brecht, mise en scène Giorgio Strehler, Théâtre du Châtelet

## Distinctions

### Récompenses
- Mostra de Venise 1981 : prix Phoenix d'interprétation féminine avec sa partenaire Jutta Lampe pour Les Années de plomb
- Festival de Munich 1981 : prix d'interprétation féminine pour Lola, une femme allemande
- German Film Awards 1982 : meilleure actrice pour Les Années de plomb et Lola, une femme allemande
- Festival de Cannes 1986 : prix d'interprétation féminine pour Rosa Luxemburg
- German Film Awards 1986 : meilleure actrice pour Rosa Luxemburg
- Festival de Montréal 2008 : prix d'interprétation féminine pour L'Invention de la saucisse au curry
- German Film Awards 2013 : meilleure actrice pour Hannah Arendt
- Festival de Dublin 2020 : prix d'interprétation féminine pour Deux
- Lumières 2021 : Lumière de la meilleure actrice ex æquo avec sa partenaire Martine Chevallier pour Deux

### Nominations
- European Film Awards 2013 : meilleure actrice pour Hannah Arendt
- César 2021 : César de la meilleure actrice pour Deux